# Glyphodes callizona
Glyphodes callizona là một loài bướm đêm trong họ Crambidae.